# Niuatoputapu jezik
Niuatoputapu jezik (ISO 639-3: nkp), danas izumrli jezik samoičke skupine polinezijskih jezika, koji se nekada govorio na istoimenom otoku Niuatoputapu i susjednom otoku Tafahi sjeverno od Tonge, blizu granice sa Samoom. Jezik je mnogo bliži samoanskom [smo] nego tonganskom [ton], ali pripadnici ove etničke skupine, njih 1 630 (1981) danas govore tonganskim jezikom.
Poznat je tek po nekoliko riječi koje je zabilježio Jacob LeMaire u ranom 17. stoljeću. Izumro je do 1800.-te

## Vanjske poveznice
- Ethnologue (14th)  Arhivirana inačica izvorne stranice od 21. srpnja 2015. (Wayback Machine)
- MultiTree Niuatoputan of Tongan